# Герульф Старший
Геру́льф Ста́рший (Геро́льф; з.-фриз. Gerulf de Aldere; умер не ранее 839) — граф Вестерго (Средней Фризии) с 810 по 833/834 или 850-е годы; родоначальник династии Герульфингов.

## Биография

### Исторические источники
О Герульфе Старшем известно очень мало. Единственный упоминающий его имя современный ему документ, достоверность которого признаётся всеми историками — хартия императора Людовика I Благочестивого, датированная 8 июля 839 года. Бо́льшая часть сведений о жизни Герульфа основано на анализе текста этого акта, а также на немногочисленных сведениях об истории Фризии IX века, содержащихся в средневековых исторических источниках.

### Происхождение
Происхождение Герульфа Старшего точно не установлено. В настоящее время наиболее распространённой теорией является мнение голландского историка Гуго Якела (нидерл. Hugo Jaekel), согласно которому, Герульф был прямым потомком по мужской линии короля фризов Радбода. Его отцом средневековые хроники называли графа Теодориха (Дирка), которого Якел идентифицировал с одноимённым родственником Карла Великого, павшим в бою с саксами в 793 году. Сторонники этого мнения предполагают, что из-за малолетства Герульфа власть во Фризии получил брат погибшего графа Нордалах, скончавшийся в 810 году. Только после смерти своего бездетного дяди Герульф смог получить наследство отца. В подтверждение этого мнения приводится текст хартии императора Карла Великого от 812 года, свидетелем составления которой назван некий Герольф, как предполагается, являвшийся одним лицом с графом Герульфом Старым.
Однако мнение Гуго Якеля подвергается критике рядом историков, считающих, что его теория основана на большом количестве предположений, не находящих подтверждения в современных событиям документах. В том числе, отмечается, что Якел ошибочно приписал отцу Герульфа, Теодориху, факты из биографии его тёзки и современника, графа Отёна Теодориха I. В качестве альтернативы выдвигается предположение, что отцом Герульфа Старшего мог быть фризский граф Теодорих, согласно «Кодексу Эбергарда», около 820 года сделавший дарение Фульдскому аббатству. Также высказывается сомнение и в наличии родственных связей между Нордалахом и Теодорихом.

### Правление
Основным источником о правлении Герульфа Старшего является выданная в Бад-Кройцнахе императорская хартия, датированная 8 июля 839 года. В ней сообщается, что Людовик I Благочестивый возвратил графу ранее конфискованные у того земли и имущество, находившиеся между рекой Везер и дельтой Рейна и Мааса. На основе анализа текста хартии историки делают вывод о том, что Герульф, владевший леном в Вестерго, в первой половине 830-х годов поднял против императора мятеж. Вероятно, что его причиной стало недовольство графа, вызванное передачей в 826 году правителем Франкской империи части территории Фризии датскому конунгу Харальду Клаку. Предполагается, что Герульф, как сторонник Лотаря I в мятеже сыновей императора, был в 833 или 834 году лишён всех своих владений, а новым правителем Фризии был назначен его сын Герхард. Только в 839 году Герульфу удалось добиться у Людовика Благочестивого прощения и возвратить свои владения. Однако, был ли возвращён ему и графский титул, исторические источники не сообщают: Герхард мог или возвратить отцу управление фризскими землями, или сохранить власть над ними за собой.
Дата смерти Герульфа Старшего точно неизвестна. Некоторые историки XIV—XVII веков сообщали, что Герульф погиб во время нападения викингов на Фризию, датируя это событие 853 или 856 годом. Однако запись в «Книге умерших» Фульдского аббатства о смерти в 839 году некоего Герольфа, возможно, позволяет отнести смерть Герульфа Старшего к значительно более раннему времени. Также предполагается, что Герульф перед смертью мог принять постриг и стать монахом в Корвейском монастыре.

### Семья
Имя жены Герульфа Старшего в исторических источниках не упоминается. На основании исследования ономастики имён последующих представителей династии Герульфингов высказывается предположение, что она могла быть дочерью аббата Корвейского монастыря Валы. Однако среди историков есть сомнения в подобной атрибутации, так как в этом случае супруги находились бы в близком кровном родстве, запрещаемом тогдашними церковными канонами. Исторические источники детьми Герульфа Старшего называют следующих лиц:
- Герхард (умер в 859) — граф Вестерго.
- Гюнтер (умер 8 июля 873) — архиепископ Кёльна (850—863). В исторических источниках упоминается как дядя по матери Радбода Утрехтского.
- Вальдрада (умерла после 869) — конкубина короля Лотарингии Лотаря II. В исторических источниках упоминается как сестра архиепископа Гюнтера Кёльнского. Однако имеются предположения, связывающие её происхождение не с Герульфингами, а с другими знатными франкскими семействами (Этихонидами или Бонифациями).
- Титгауд[англ.] (умер 29 сентября 868) — архиепископ Трира (847—868). В исторических источниках упоминается как брат архиепископа Гюнтера Кёльнского.
- дочь — замужем за неизвестным по имени графом Ломмагау (современный Намюр); её сыном был святой Радбод Утрехтский.

Одним из сыновей Герульфа Старшего ряд историков считает графа Герульфа Младшего, но высказываются также предположения, что он мог быть и внуком первого из Герульфов. На основании свидетельства «Бертинских анналов» о том, что братом Гюнтера Кёльнского был епископ Камбре Гильдуин, того тоже иногда считают сыном Герульфа Старшего. Однако, скорее всего, Гюнтер и Гильдуин были только близкими родственниками: возможно, двоюродными братьями или дядей и племянником.